# Amphipholis microdiscus
Amphipholis microdiscus är en ormstjärneart som först beskrevs av Christian Frederik Lütken 1856.  Amphipholis microdiscus ingår i släktet Amphipholis och familjen trådormstjärnor. Inga underarter finns listade i Catalogue of Life.